# Machadoa invenusta
Machadoa invenusta är en insektsart som först beskrevs av Jacobi 1904.  Machadoa invenusta ingår i släktet Machadoa och familjen spottstritar. Inga underarter finns listade i Catalogue of Life.